# ایستگاه تولید بتن
ایستگاه تولید بتن کارگاه‌هایی هستند که بتن را با مقیاس صنعتی یا تحت شرایط ویژه تهیه کرده و به مصرف‌کننده عرضه می‌کنند.
در پروژه‌های بزرگ عمرانی مانند راهسازی، سد سازی و برج سازی پیمانکاران بیشتر تمایل به احداث یک ایستگاه تولید بتن با مقیاسی متناسب با نیاز پروژه در منطقهٔ عملیاتی خود دارند. هزینهٔ ساخت و راه اندازی یک ایستگاه به نسبت خریداری بتن مورد نیاز از یک کارگاه تولیدی معمولاً با صرفه تر است. در مدیریت ایستگاه تولید بتن علاوه بر مباحث تئوری و آزمایشگاهی پیرامون بتن و تکنولوژی و طرح اختلاط آن مباحث دیگری مانند تولید بهینه، مدیریت زمان، مهندسی سیستم، حسابداری و بازاریابی نیز مطرح اهمیت دارد.

## انواع بچینگ پلانت

### میکسر متحرک
میکسر متحرک، یک کامیون یا تریلر با استوانه دوار است که در حال حرکت و حمل و نقل بتن را میکس می‌کند. میکسر متحرک برای پروژه‌هایی که نیاز به بتن میکس شده تازه دارند بسیار مناسب و کاربردی می‌باشد. به‌طور کلی دو نوع میکسر متحرک وجود دارد: کامیون میکسر و تریلر میکسر. زمانی که استوانه در جهت عقربه‌های ساعت می‌چرخد بتن در حال آماده شدن است و زمانی که خلاف عقربه‌های ساعت می‌چرخد بتن را از استوانه بیرون می‌ریزد.

### پمپ بتن
ممکن است مکان‌های زیادی وجود داشته باشد که هیچ‌کدام از تجهیزات ساختمانی نمی‌توانند به آن برسند مثلاً در یک ساختمان بلند یا وسط یک تونل طولانی. در چنین مکان‌هایی اگر نیاز به پر کردن بتن باشد، پمپ بتن می‌تواند بسیار کارایی داشته باشد.و توسط لوله‌های انتقال بتن که به وسیله بست به هم وصل شده‌اند و غالبا پنج اینچ می‌باشند به محل مورد نظر پمپاژ کند.

### کارخانه مخلوط آماده بتن
کارخانه مخلوط آماده بتن یک کارخانه یا بچینگ پلانت مرکزی است که نزدیک پروژه ساختمانی قرار داده می‌شود. بتن در کارخانه مخلوط می‌شود و سپس توسط یک کامیون یا تریلر به سایت ساختمانی انتقال داده می‌شود. این نوع بچینگ پلانت برای پروژه‌های ساخت و ساز در سطح کوچک که میزان کمی بتن مورد نیاز است مناسب می‌باشد.

### بچینگ پلانت فشرده
بچینگ پلانت فشرده برای آماده کردن بتن در خود محل ساخت و ساز استفاده می‌شود. زمانی که صرفه جویی در انرژی نیاز اصلی می‌باشد از این نوع بچینگ پلانت استفاده می‌شود. این نوع بچینگ جای بسیار کمی را اشغال می‌کند و از آنجایی که در خود محل ساخت و ساز قرار می‌گیرد بتن مورد نیاز می‌تواند به سرعت تأمین شود. از مزایای بچینگ پلانت فشرده نگهداری آسان و هزینه پایین آن می‌باشد.

## طرح اختلاط
از دیدگاه نحوهٔ تولید بتن می‌توان آن‌ها را به طرح اختلاط خشک و طرح اختلاط تر مجزا کرد.
در طرح اختلاط خشک، در ایستگاه تولید، سیمان و سنگدانه‌ها با یکدیگر طی نسبت‌های وزنی مورد نیاز به صورت خشک ترکیب شده، پس از انتقال به مخلوط‌کن به مخلوط خشک، آب اضافه شده و با چرخیدن میکسر، مخلوط بتن آمادهٔ بهره‌برداری می‌گردد. در کامیون‌های مخلوط‌کن که برای حمل بتن از این نوع ایستگاه‌ها استفاده می‌شود، باید مخزن نگهدارندهٔ آب نیز بر روی آن نصب شده باشد.
در طرح اختلاط تر، دانه‌های سنگی، سیمان و آب در دیگ بتن که در ایستگاه تولید قرار دارد ترکیب شده و بتنی که به کامیون مخلوط‌کن (تراک میکسر) منتقل می‌شود بلافاصله آمادهٔ استفاده‌است. در ایران سیستم طرح اختلاط تر متداول‌تر از سیستم طرح اختلاط خشک است. در ادامه بخش‌های ایستگاه طرح اختلاط تر، برای تولید بتن معمولی که در اغلب کارگاه‌های بتن سازی رایج است، آورده شده‌است.

## بخش‌های ایستگاه
اجزای یک ایستگاه تولید بتن با طرح اختلاط تر را می‌توان در موارد زیر خلاصه کرد:
دپوی سنگدانه‌ها، سیلوی سیمان، بچینگ پلانت (دستگاه پیمانه و توزین کردن سیمان)، مخزن و کنتور اندازه‌گیری آب.

### مخلوط‌ساز
مخلوط‌ساز یا بچینگ پلانت در حقیقت هستهٔ اصلی یک ایستگاه تولید بتن را تشکیل می‌دهد. مخلوط‌ساز با استفاده از پمپ‌های تعبیه شده بر روی دستگاه سیمان را سیلو و سنگدانه‌ها را از دپو، با نسبت‌های مشخص به داخل دیگ بتن ریخته و با استفاده از پمپ آب، مقدار معین عبوری از کنتور آب را نیز به داخل دیگ هدایت کرده، در دیگ این مواد با یکدیگر ترکیب شده و از قسمت تخلیه به داخل مسیر هم‌زن ریخته می‌شود. ظرفیت تولیدی مخلوط‌سازها بر اساس حجم دیگ آن بیان می‌گردد. سه مدل متداول، بچینگ پلانت‌های با حجم دیگ ۰٫۵، ۰٫۷۵ و۱ متر مکعب می‌باشد.

### دپوی سنگدانه‌ها
از نظر اصطلاح معمول در کارگاه‌ها، سنگدانه‌های مورد استفاده در تولید بتن به سه گروه ماسه، شن نخودی و شن بادامی طبقه‌بندی می‌شوند. در ایستگاه تولید بتن هر یک از این مصالح باید کاملاً جدا از یکدیگر ذخیره گردند. در هنگام ساخت بتن، اختلاط سنگدانه‌ها با نسبت دقیق و مشخصی صورت می‌گیرد. در مناطق سردسیر سنگدانه‌ها را در سیلوی ویژه‌ای نگهداری می‌کنند تا از سرد شدن مصالح و یخ‌زدگی آن‌ها جلوگیری شود. اما به‌طور معمول سنگدانه‌ها به صورت دپو شده و در کنارهٔ ایستگاه انباشته می‌گردند. برای جدا نمودن سنگدانه‌های مختلف از دیوار حایل استفاده می‌شود. این دیوارهای حایل در قسمت پشت بچینگ پلانت به صورت شعاعی احداث می‌شوند تا بتوانند حداقل سه ناحیهٔ جداگانه برای دپوی ماسه، شن نخودی و شن بادامی فراهم کنند. مقادیر شن و ماسه مورد نیاز با استفاده از دراگ لاین به سمت سامانه پیمانه کن منتقل می‌شود. دراگلاین جرثقیل ثابتی است که بر روی دستگاه بچینگ پلانت نصب شده و با استفاده از دکل خود تا شعاع قابل توجهی توانایی حمل مصالح به بچینگ پلانت را دارد. شعاع دسترسی در دراگلاین‌هایی که بر روی بچینگ پلانت‌های متداول در ایران نصب می‌شوند حدود ۱۶ متر است.

### سیلوی سیمان
برای نگهداری سیمان مورد استفاده در ساخت بتن مورد استفاده قرار می‌گیرد. به شکل استوانه‌های نسبتاً بلندی هستند که به وسیلهٔ پایه‌های فلزی بر روی فنداسیون بتنی نصب می‌شوند. ظرفیت سیلوهای متداول سیمان در ایران ۳۰۰ تن می‌باشد. تعداد سیلوهای موجود در ایستگاه تولید بتن به میزان تولید بتن در آن کارگاه بستگی دارد.

### بچینگ پلانت
بچینگ پلانت (به انگلیسی Batch Plant) هستهٔ اصلی یک ایستگاه تولید بتن است. در بچینگ پلانت با استفاده از پمپ‌های تعبیه شده بر روی دستگاه، سیمان از سیلوها و سنگدانه از دپو، با نسبت‌های مشخص به داخل دیگ بتن ریخته می‌شود. با استفاده از پمپ آب، نیز مقدار معینی از آب به داخل دیگ هدایت می‌شود. در دیگ این مواد با یکدیگر ترکیب شده و از قسمت تخلیه به داخل تراک میکسر ریخته می‌شود. ظرفیت تولیدی بچینگ پلانت‌ها بر اساس حجم دیگ آن بیان می‌گردد. در مدل‌های متداول در ایران، بچینگ پلانت‌ها با حجم دیگ ۰٫۵، ۰٫۷۵ و ۱ متر مکعب می‌باشند.

### مخزن و کنتور اندازه‌گیری آب
برای تولید بتن، مخزن آب در کنار بچینگ پلانت قرار می‌گیرد و آب به وسیلهٔ پمپ آب به داخل دیگ بچینگ پلانت هدایت می‌شود. کنتور آب وظیفهٔ اندازه‌گیری میزان هدایت آب به داخل دیگ را دارد. ظرفیت مخازن هم بر اساس نوع و مقیاس ایستگاه تولیدی بتن متفاوت است، اما به‌طور تقریبی برای یک کارگاه مشخص حدود ده هزار لیتر آب در یک روز کاری مورد نیاز است.

### تراک میکسرها
میکسرها مخازن نگهداری بتن هستند که بر روی کامیونی تعبیه می‌شوند و با سرعت زاویه‌ای مشخصی حول محور مرکزی خود می‌چرخند. به کامیون و میکسر نصب شده بر آن تراک میکسر (به انگلیسی Concrete Transport Truck) گفته می‌شود. تراک میکسرها در بخش مخصوصی در زیر بچینگ پلانت قرار می‌گیرند و از آنجا بتن از دیگ بتن به داخل کامیون تخلیه می‌شود. تراک میکسر با محور مایل و نصب شده روی کامیون‌ها دو نوع هستند، یکی از انتها ودیگری از جلو تخلیه می‌گردد. تراک میکسر تخلیه از جلو معمولاً ناودانی تلیه به صورت هیدرولیکی از داخل اتاق راننده برای ریختن بتن در محل هدایت می‌شود. نوع از جلو مخلوط کن گرانتر از نوع دوم است ولی مشخص نیست کدام نوع به هر حال اقتصادی تر است.

## محصولات تولیدی
محصولات تولیدی در ایستگاه‌های تولید بتن، به‌طور کلی در یکی از این رده‌ها طبقه‌بندی می‌شوند:
- بتن آماده یا بتن معمولی (برای پروژه‌های متداول و معمول عمرانی)
- بتن روسازی (برای روسازی خیابان، بزرگ راه، فرودگاه و جدارهٔ کانال‌ها)
- بتن حجیم (برای سازه‌هایی که نیازمند بتن ریزی در مقیاس بزرگ هستند مانند سدسازی)
- فراورده‌های بتنی (مانند لوله، بلوک و بلوک‌های کفسازی)

## پیوند بهبیرون
- انجمن بتن ایران
- مؤسسه بین‌المللی بتن - شاخه ایران